# Szegedi Fehér-tó

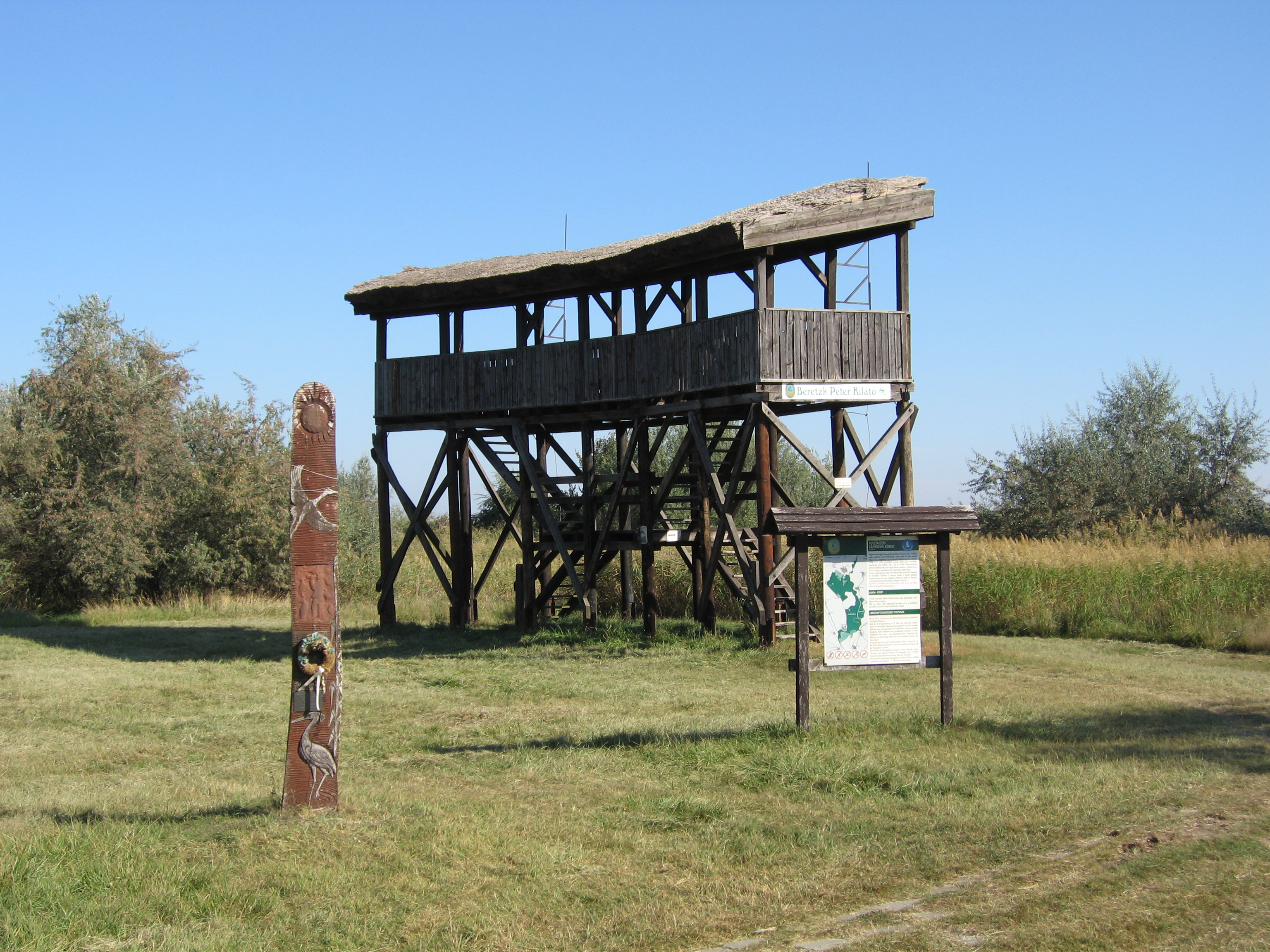
Magas-les a Fehér-tónál

A Fehér-tó a Kiskunsági Nemzeti Park részét képező Pusztaszeri Tájvédelmi Körzetben fekvő, 14 km²-es tó. Csongrád-Csanád vármegyében, Szegedtől északra található. Magyarország legnagyobb szikes tava. Gazdag madárvilága (mintegy 280 faj) és ősi növényzete miatt fokozottan védett, de vezetővel látogatható terület. A terület az európai madárvonulás fontos állomása, pihenő- és táplálkozóhelye a vonuló madaraknak. Mint ilyen a Ramszari egyezmény keretében védelmet élvező vizes élőhely. Vonulási időszakban darvak, vadludak és récefélék tömegei láthatók a Fehér-tavon.
A tó első okleveles említése 1075-ből való. Területét még a 19. század elején is rendszeresen elárasztotta a Tisza. A tó egykor a jellegzetes alföldi szikes tavak csoportjába tartozott. Ezen sekély, sziksós vizű tavak jellemzője, hogy vizük a lebegő kolloid állapotú mészsóktól zavaros és az aljzaton szürkés-fehér karbonát-mésziszap halmozódik fel. A meder időnkénti kiszáradásakor a meder felületén „kivirágzik” a sziksó.

## Vízgazdálkodás
Az egykori szikes tó halastórendszerré történő átalakítása az 1930-as években kezdődött meg. Ezzel egy időben kezdte meg itt dr. Beretzk Péter szegedi orvos kutatásait. Javaslata alapján 1936-ban kapta meg a szegedi Fehér-tó egy része a helyi védettséget, majd 1939-ben az országos jelentőségű védett területek közé emelték. Az ember tájformáló munkája nyomán a területen mesterséges vízgazdálkodás alakult ki. A folyóvízzel való utánpótlás hatására kezdetét vette a szikes jelleg megszűnése. Ezzel az élővilág is átformálódott, csökkent a szikesekre jellemző fajok száma, például a székicsér, ugartyúk, széki lile előfordulása; más fajok, mint a szárcsa, vöcskök és egyes récefajok gyakorisága megnőtt. A területen szántóföldi gazdálkodás is folyik. Ősszel vonuló darvak tízezrei találják meg táplálékukat a learatott földeken.
- A szegedi Fehér-tó jelenlegi formájában a gazdasági hasznosítási igény következtében alakult ki. Először 1905-ben készült terv a tó hasznosításáról, amelynek az volt a lényege, hogy a tó egy részét halastóvá kell alakítani, kisebb részét pedig mezőgazdasági művelés számára lecsapolni, bár ez utóbbi irreális tervnek bizonyult a szikes talaj miatt.
- 1911-ben elkészült a tógazdaság kialakítási terve és költségvetése és 1932-re megépült az Algyői főcsatorna, amely lehetővé tette ezután a tó feltöltését vagy adott esetben annak lecsapolását.
- 1933-ban kezdett üzemelni a halgazdaság a Fehér-tó 520 ha-os déli sávján. A Tisza vizével való vízellátás a korábbi szikes élőhelyek megszűnéséhez és az édesvízi fajok megtelepedéséhez vezetett. A tó É-ÉNY-i része még megmaradt azonban eredeti állapotában.
- 1943-ban újabb halastavat építettek, az ős-szikes területe ismét több mint 100 ha-ral csökkent. Megépítették a Majsai-főcsatornát, amely kettészeli a tavat, és feladata a víz elvezetése a Tiszába a semlyékekből, vízállásokból, mocsarakból.
- A fehér-tavi rész mai formáját 1961-ben nyerte el és 1969-től a 16 halastóból, 83 teleltető medencéből, 18 itatóból és 2 vízelosztó tóból álló, 1,25 m mély, 1.324 ha területű tógazdaság a Szegedi Állami Gazdaság kezelésébe került.
- Az Állami Gazdaság 1982-ben 557 hektár területen az Új-tavakkal gazdagodott, s ezzel az egykori fertő területeket is bevonták a hasznosításba.
- A tavon a halgazdálkodást a közel 12 kilométer hosszú, 600 mm nyomtávolságú Fehér-tavi Halgazdasági Vasút segíti 6 darab Ue–28-as és 3 darab LDSM 45A típusú mozdonnyal.[1] Korábban egy P-7-es volt itt.
- 1994-ben a tulajdonjogi viszonyok változtak: A tó állami tulajdon maradt, a Kiskunsági Nemzeti Park kecskeméti Igazgatóságának kezelésében, azonban azok egy 20 évre szóló szerződés keretei között bérbe lettek adva a Szegedfish Kft.-nek gazdálkodás céljára, amely a tórendszer többi részét a privatizációs eljárás során megvásárolta. Így a gazdasági és a természetvédelmi érdekek együttélése figyelhető meg a területen.

## Madárvilága
- dankasirály (Larus ridibundus) (látható: egész évben, költés: április utolsó harmada–június végéig)
- szerecsensirály (Larus melanocephalus) (látható: március-augusztus, költés: május-június
- szürke gém (Ardea cinerea) (látható: egész évben, költés: március közepe-július utolsó harmada)
- vörös gém (Ardea purpurea) (látható: április elejétől-szeptember végéig, költés: április utolsó harmada-július utolsó harmada)
- nagy kócsag (Egrettea egretta) (látható: egész évben, költés: március közepe-július eleje)
- kis kócsag (Egretta garzetta) (látható: április-október, költés május eleje-július utolsó harmada)
- kanalasgém (Platalea leucorodia) (látható: március-október, költés: április első harmada-július utolsó harmada)
- barna rétihéja (Circus aeruginosus) (látható: egész évben, költés: áprilistól július végéig)
- küszvágó csér (Sterna hirundo) (látható: április-szeptember), költés: május közepe-július közepe
- tőkés réce (Anas platyrhynchos) (látható: egész évben, költés: március eleje-július vége)
- barátréce (Aythya ferina) (látható: egész évben, költés: április végétől-június közepéig)
- daru (Grus grus) (látható: március, szeptember-november)

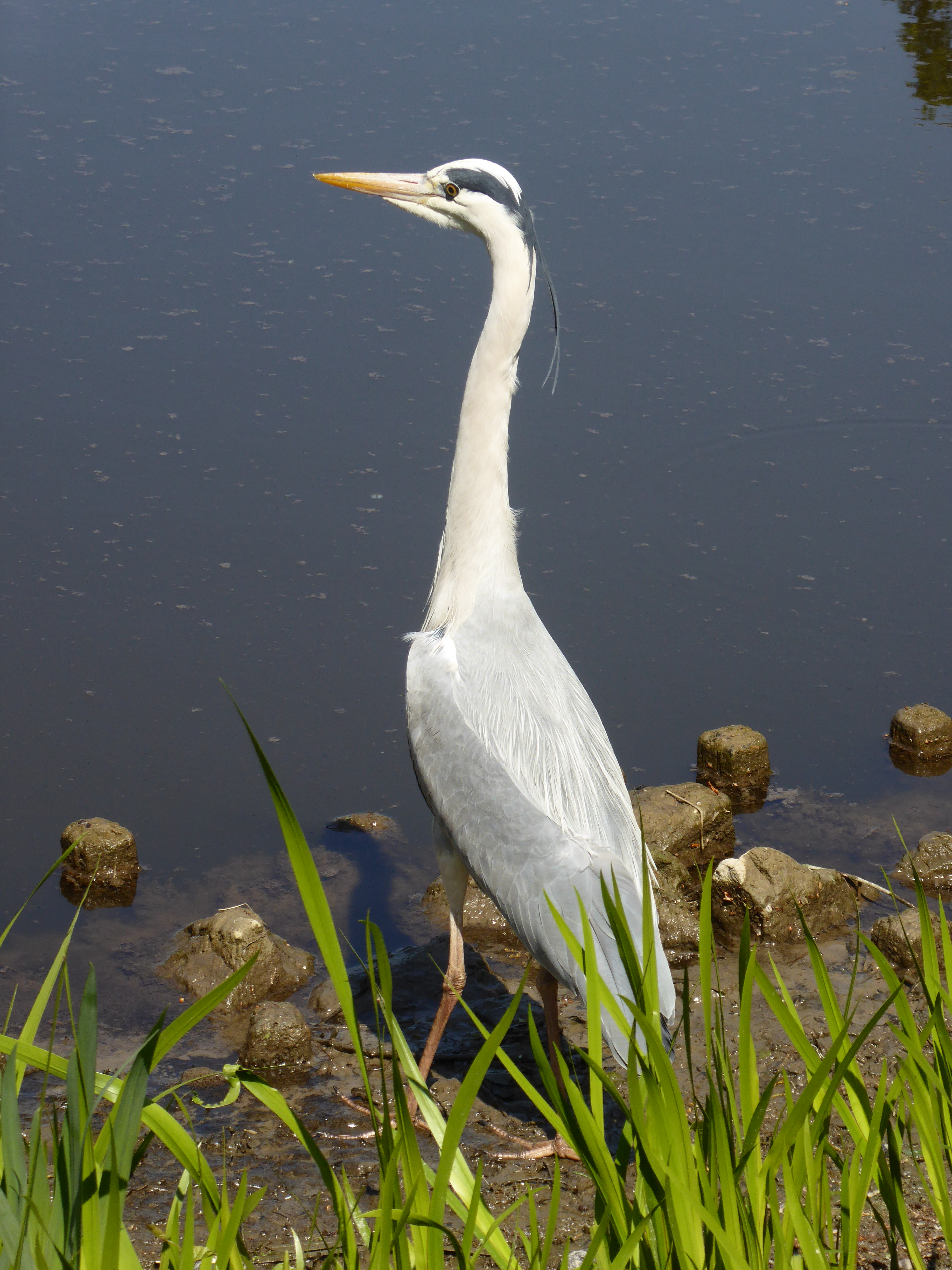
szürke gém
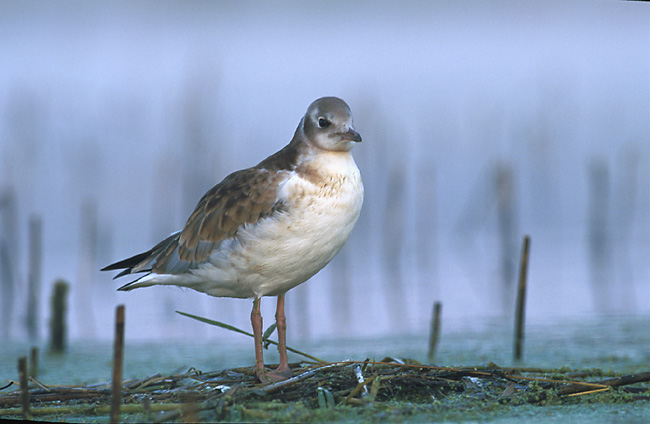
dankasirály
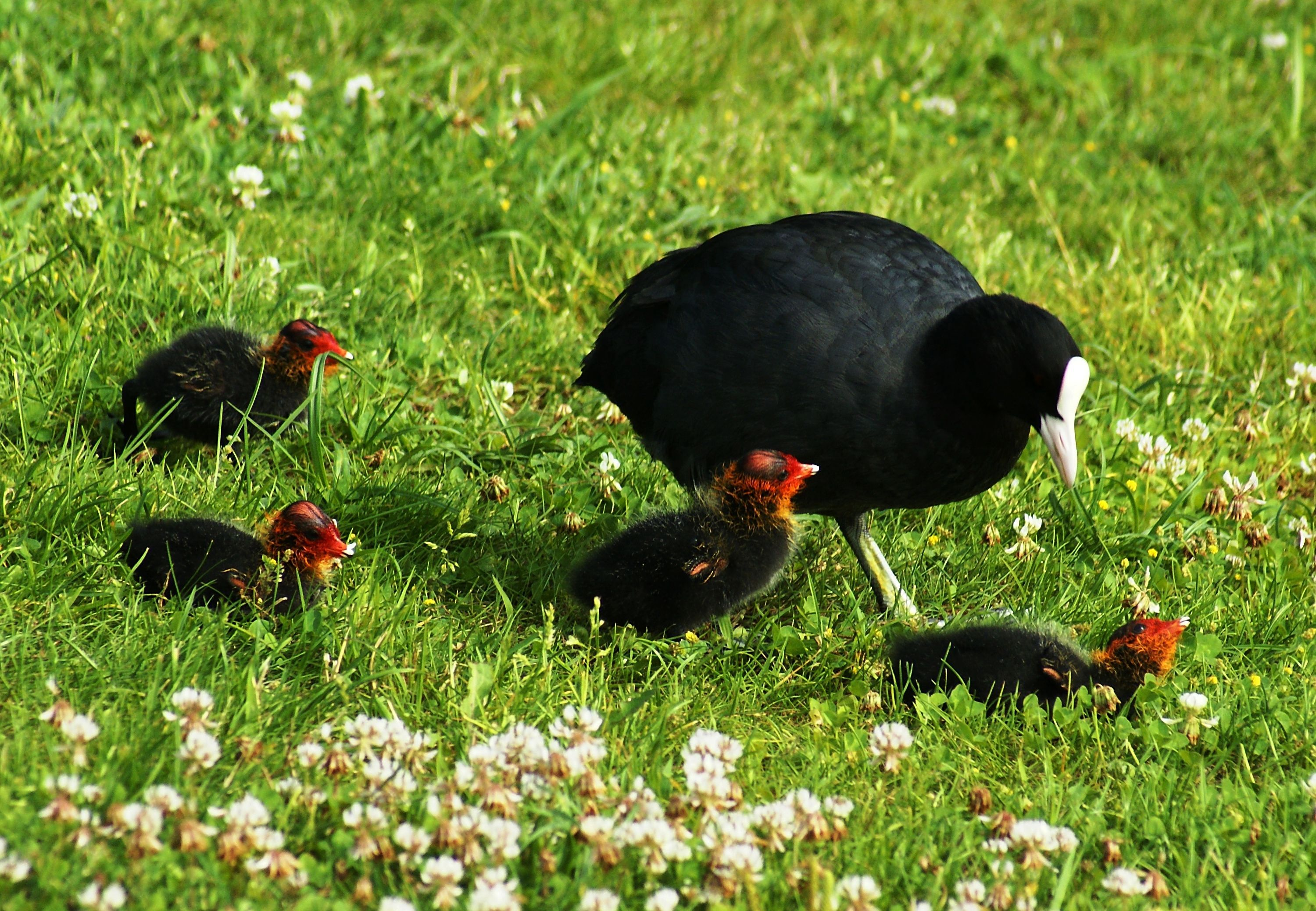
szárcsa
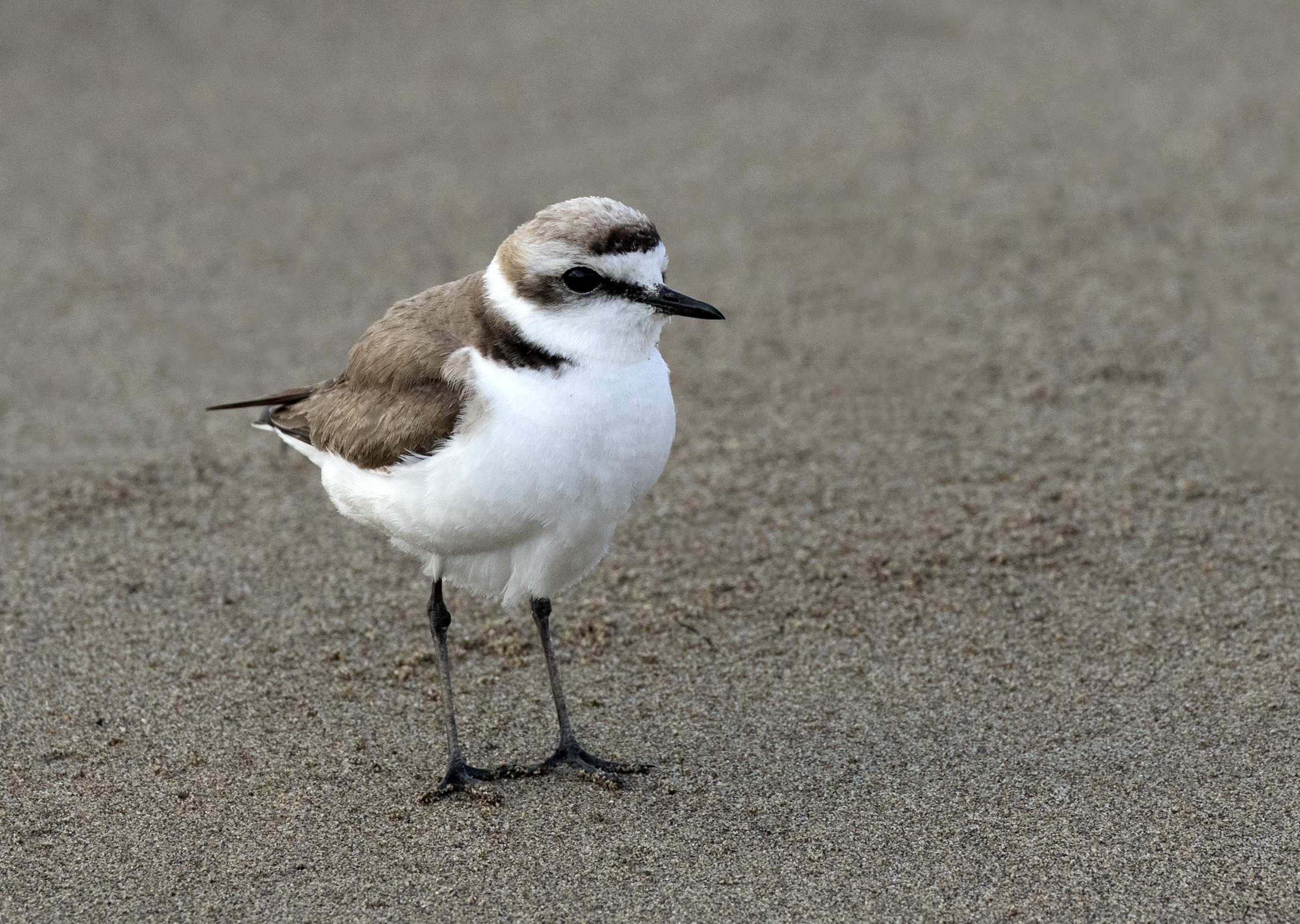
széki lile
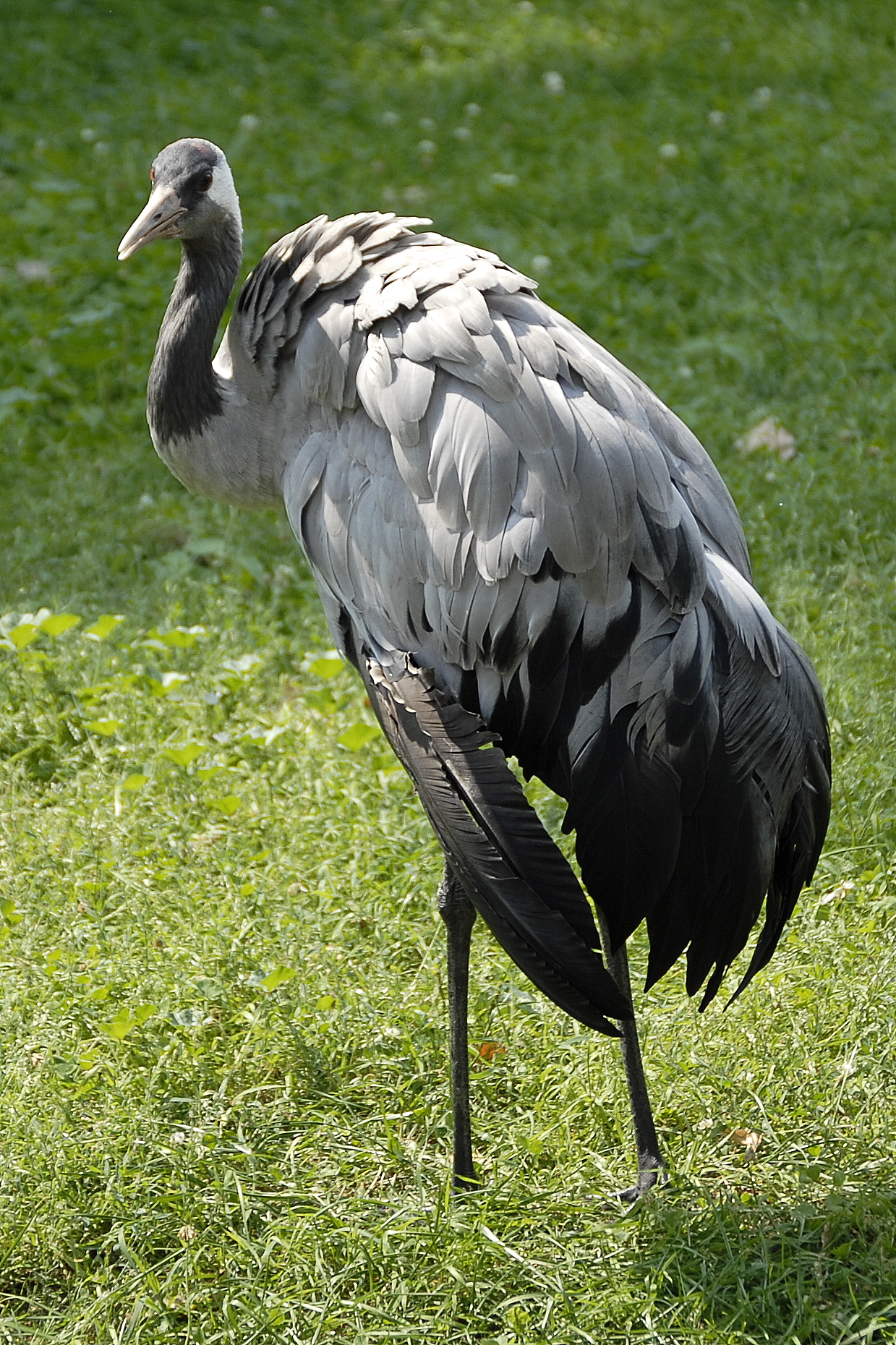
daru

## A Fehér-tó az irodalomban
- A Fehér-tó a helyszíne és ihletője Móra Ferenc Fehértó című írásának.